# 増井歩
増井 歩（ますい あゆむ、1975年5月30日 - ）は、日本のお笑い芸人。
岐阜県出身。元ワタナベエンターテインメント所属で、日本大学芸術学部演劇学科卒。身長173cm。元・お笑いコンビ「ハロ」のツッコミ担当で、当時の相方は竹内康晃。小原正子（クワバタオハラ）とは大学時代の同級生。

## 来歴・人物
演劇をやっていた大学生時代の21歳の時に、舞台公演の費用を捻出するという目的で化粧品の実演販売の仕事を始め、芸人になる前の27歳頃まで務めていた。売り上げ成績が3年連続で全国トップ、年間売り上げ3億円を記録したこともあったという。
2011年1月15日、元グラビアアイドルでOLの沼尻沙弥香と入籍した。

### ぺよん潤
ペ・ヨンジュンに似ているといわれていることから、「冬のソナタ」のペ・ヨンジュンに扮した物真似が得意。「ぺよん潤」という名前もあり実際にペ・ヨンジュンに会ったこともある。
「ペ・ヨンジュンに似ている」という友人の指摘から時々物真似をしていたところ評判がよかったため、コント「ホストクラブ冬のどなた」を作った。ぺよん潤はそのコントのホストの名前だった。
その後、事務所ワタナベエンターテインメント主催ライブ「WEL」にもぺよん潤のキャラクターのコントで出演し、『エンタの神様』（日本テレビ）にも「ペヨンシュン」、「ペヨン潤」として出演。キャッチフレーズは“異国文化の変換機” 。出演作品「韓国語に聞こえる日本語」（2005.2.12・3.12 OA）「フランス語に聞こえる日本語」（2005.5.7・11.19 OA）はハロの代表的なコントとなった。
2004年11月25日、写真集のPRでペ・ヨンジュンが来日した際、成田空港に出迎えに行く。それはヨン様マダムに認知され、報道各社に採り上げられる行動となった。さらに、空港に降り立ったペ・ヨンジュン本人に指をさされ、胸に手を置く「ヨン様ポーズ」をしたところ、ペ・ヨンジュンが同じポーズで笑顔を返してきたという。
ペヨン潤として2005年、2006年の「R-1ぐらんぷり」にも出場（2回戦敗退）。
新宿のモノマネパブ「そっくり館キサラ」にも出演中。
2006年は「ぱちんこ冬のソナタ」の登場でパチンコ店での営業も増えた。
2022年現在、脱出ゲームのシナリオ・謎制作などの分野にも携わっている。

## 出演

### テレビ
- エンタの神様（日本テレビ）
- クイズ☆タレント名鑑（TBSテレビ）
- 超逆境クイズバトル!! 99人の壁（フジテレビ）

### CM
- 資生堂「uno」
- ビッグタイガー 富山県のパチンコ屋のCM

### インターネット
- WEタウンBB（あっ!とおどろく放送局）
- TOSHIKI×ジョニーのやってみるか!（2009年11月17日・2010年2月16日・6月8日・6月15日・7月13日・7月20日、あっ!とおどろく放送局）
- ツーフェイスTV（2010年10月12日 - 、あっ!とおどろく放送局）